# Chiesa di Santa Maria Assunta (Casciana Terme)
La chiesa di Santa Maria Assunta si trova a Casciana Terme.

## Storia e descrizione
La chiesa plebana di Santa Maria Assunta, che nel suo stato attuale è da ascriversi al XIX secolo, risulta documentata dall'840, restaurata nel 1553; è stata più volte trasformata, fino all'attuale assetto tardo ottocentesco. È costituita da una navata centrale e due transetti laterali, uno a destra e uno a sinistra.
Nella cappella di destra accanto all'altare è conservata una "Madonna del Rosario", attribuita a Domenico Passignano, con sei ritratti di donatori della famiglia Sancasciani, che fa da cornice ad una tavoletta trecentesca con la "Madonna con il Bambino", detta "delle Grazie", attribuita al Maestro di San Torpè, opere riportate al loro splendore originario da un restauro.
Nella cappella di sinistra del SS. Sacramento è conservata una statua lignea di Cristo risorgente, di ottima fattura moderna.
Le finestre e il rosone absidale sono tutte istoriate con vetrate raffiguranti Santi e immagini sacre, di fattura recente, come moderni sono anche i quattro affreschi monocromi posti sul soffitto della navata centrale, che raffigurano gli evangelisti.
Nella chiesa, che è sede di arcipretura, è conservato un antico fonte battesimale e alcune pietre e lastre marmoree con iscrizioni provenienti dalle fondazioni precedenti.
Completa la chiesa un caratteristico e svettante campanile, eretto all'inizio del Novecento, con i fondi degli enti pubblici e degli abitanti, dedicato ai caduti della prima guerra mondiale. A testimonianza di questa intitolazione la lapide marmorea sul retro del campanile, che, insieme ad altre lapidi dei caduti della seconda guerra mondiale e a un cippo celebrativo per tutti i cascianesi caduti, inserite in un piccolo giardino recintato, hanno formato un piccolo angolo devozionale. Il campanile fu inaugurato alla presenza del re Vittorio Emanuele III.